# Jatipuro (Jatipuro)
Jatipuro is een bestuurslaag in het regentschap Karanganyar van de provincie Midden-Java, Indonesië. Jatipuro telt 3192 inwoners (volkstelling 2010).